# Халед
Халед Хаџ Ибрахим (арап. خالد حاج إبراهيم, фр. Khaled Hadj Ibrahim; Оран, 29. фебруар 1960), познатији под псеудонимима Халед (фр. Khaled) и Шеб Халед (фр. Cheb Khaled) алжирски је певач, музичар и текстописац. Жанровски, Халед се сматра „краљем раи музике”, музичког правца специфичног за Алжир у ком се комбинују елементи традиционалне арапске, берберске и јужноевропске музике. Познат је и као музичар који изводи још и поп, поп-фолк, блуз и џез музику, али и као мултиинструменталиста који свира неколико инструмената. Радио је музику за бројне филмове и серије, а најпознатије међу њима су песме Алеш тади за филм Пети елемент и Бени за филм Такси 4.
Своје песме изводи превасходно на арапском, али и на француском језику. Светску популарност донеле су му песме Didi, Aïcha и C’est la viе. Добитник је бројних националних и међународних признања. Током каријере сарађивао је са бројним светски познатим музичарима као што су Милен Фармер, Жан Мишел Жар, Амр Диаб, Ненси Ажрам, Сафи Бутела и други.
Ожењен је Самиром Диаби са којом има петоро деце, четири кћерке и једног сина.

## Биографија
Халед је почео да се бави музиком још као четрнаестогодишњи тинејџер када је са неколико другова из родног Орана основао бенд Пет звезда (фр. Les Cinq Étoiles) са којим је наступао на локалним свечаностима и венчањима. У том периоду написао је и своју прву песму Trigue Lycée (Пут ка старој школи). Крајем 1970-их започиње са извођењем песама у рај стилу и појављује се на локалној музичкој сцени под псеудонимом Шеб Халед (у дословном преводу са арапског његово име је Млади Халед). На почетку каријере његова музика је била проткана класичним арапским утицајима, а касније као своје узоре наводи француске певаче као што су Едит Пијаф, Шарл Азнавур и Жак Брел.
Прво место и гран-при на музичком фестивалу у Орану 1985. донели су му и незваничну титулу „Краља рај музике”. Због претњи од стране радикалних исламиста који су његову музику сматрали сувише „модерном и про-западном” Халед годину дана касније емигрира у Француску где са успехом почиње да гради међународну каријеру. Године 1988. у сарадњи са Сафи Бутелом објављује песму под називом Chebba/Baroud која за кратко време доспева на прво место француских топ-листа. Велике међународне успехе постижу и синглови Didi (1992, његов најпродаванији сингл у каријери) и Ајша (Aïcha; 1996), а посебно овај потоњи који је заузео водеће позиције на топ-листама у многобројним земљама, и који је обрађен на многим другим језицима (српску верзију под насловом Хајде погледај ме отпевала је Драгана Мирковић). Са песмом Didi наступио је и на отварању Светског првенства у фудбалу 2010. у Јужноафричкој Републици.
Након што је 2001. на концерту у Риму наступио са израелском певачицом Ахиноам Нини, а концерту су присуствовали и неки израелски политичари, Хелд се поново нашао на мети критика и претњи радикалних исламских кругова широм арапског света. Потом су уследили успешни синглови Même pas fatigué !!! (2009) који је објавио у сарадњи са шпанским бендом Magic System, те песма C'est la vie коју је написао марокански композитор RedOne. Његов студијски албум C'est la vie издат 2012. продат је у преко 5 милиона примерака широм света, што га чини једним од најпродаванијих арапских музичара у светским оквирима.
Године 2013. напушта Француску и сели се у Мароко, а пар месеци касније краљ Мухамед VI му лично уручује мароканско држављанство.

## Дискографија

### Студијски албуми
- 1974
- 1978
- 1983
- 1985
- 1988
- 1992
- 1993
- 1996
- 1998  (албум уживо)
- 1999
- 2004
- 2009
- 2012

### Међународна сарадња
| Година | Песма                     | Носилац пројекта                      | Албум                     |
| ------ | ------------------------- | ------------------------------------- | ------------------------- |
| 1990.  |                           |                                       |                           |
| 1992.  |                           | Ектор Зазу                            |                           |
| 1995.  | (званична химна UNESCO-а) | Жан Мишел Жар                         |                           |
| 1995.  | (са Џонијем Клегом)       | Разни извођачи                        |                           |
| 1995.  | Разни извођачи            |                                       |                           |
| 1995.  |                           |                                       |                           |
| 1997.  |                           | Милен Фармер                          |                           |
| 1997.  | Разни извођачи            |                                       |                           |
| 1997.  | Разни извођачи            |                                       |                           |
| 1997.  | Разни извођачи            |                                       |                           |
| 1998.  |                           | Алан Стивел                           |                           |
| 1998.  | Кетама                    |                                       |                           |
| 1999.  |                           | Фриман (. \|K-Rhyme Le Roi & Халед)   |                           |
| 1999.  | Текамели                  |                                       |                           |
| 1999.  | Амр Диаб                  |                                       |                           |
| 2000.  |                           | Разни извођачи                        |                           |
| 2000.  | Разни извођачи            |                                       |                           |
| 2000.  |                           |                                       |                           |
| 2000.  |                           |                                       |                           |
| 2001.  |                           | Разни извођачи                        | Big Men, Raï Meets Reggae |
| 2002.  |                           | Винсенте Амиго                        |                           |
| 2002.  | Компај Сегундо            |                                       |                           |
| 2004.  |                           | Разни извођачи                        |                           |
| 2004.  |                           |                                       |                           |
| 2004.  |                           |                                       |                           |
| 2004.  | Енцо Авитабиле & Ботари   |                                       |                           |
| 2005.  |                           | Камерон Картио                        |                           |
| 2006.  |                           | Дијана Хадад                          |                           |
| 2006.  |                           | ,                                     |                           |
| 2006.  |                           | Енрике Моренте                        | ( издање)                 |
| 2007.  |                           | Мелиса М                              |                           |
| 2007.  |                           |                                       |                           |
| 2007.  | Андраник Мададјан         |                                       |                           |
| 2010.  |                           | Flying Machines, Кинг Сани Аде, Кајлаш Кер, Ченг Лин |                           |

### Саундтрекови
| Година | Песме на саундтреку          | Филм             |
| ------ | ---------------------------- | ---------------- |
| 1993.  |                              |                  |
| Didi   |                              |                  |
| 1995.  | Didi                         |                  |
| 1995.  |                              |                  |
| 1995.  |                              |                  |
| 1997.  | (у сарадњи са Шебом Мамијем) |                  |
| 1997.  | "Alech taadi"                | Пети елемент     |
| 1999.  |                              | (теленовела)     |
| 2000.  |                              |                  |
| 2002.  |                              | Истина о Чарлију |
| 2002.  |                              |                  |
| 2004.  |                              |                  |
| 2006.  |                              |                  |
| 2007.  | (. Мелиса М)                 | Такси 4          |
| 2012.  |                              | Диктатор         |